# Massanes (Girona)
Massanes (auch: Maçanes, spanisch Massanas) ist eine katalanische Gemeinde mit 843 Einwohnern (Stand: 2024) in der Provinz Girona im Nordosten Spaniens. Sie liegt in der Comarca Selva. Die Gemeinde besteht neben dem Hauptort Massanes aus den Ortschaften Cambrerol, Collformic, El Marquès, El Rieral und Can Tià Camps.

## Geographie
Massanes liegt etwa 31 Kilometer südsüdwestlich von Girona und etwa 58 Kilometer nordöstlich von Barcelona in einer Höhe von ca. 400 m. 

## Demografie
| 1970 | 1981 | 1991 | 2001 | 2011 | 2021 |
| ---- | ---- | ---- | ---- | ---- | ---- |
| 606  | 490  | 477  | 565  | 712  | 803  |

## Kultur und Sehenswürdigkeiten

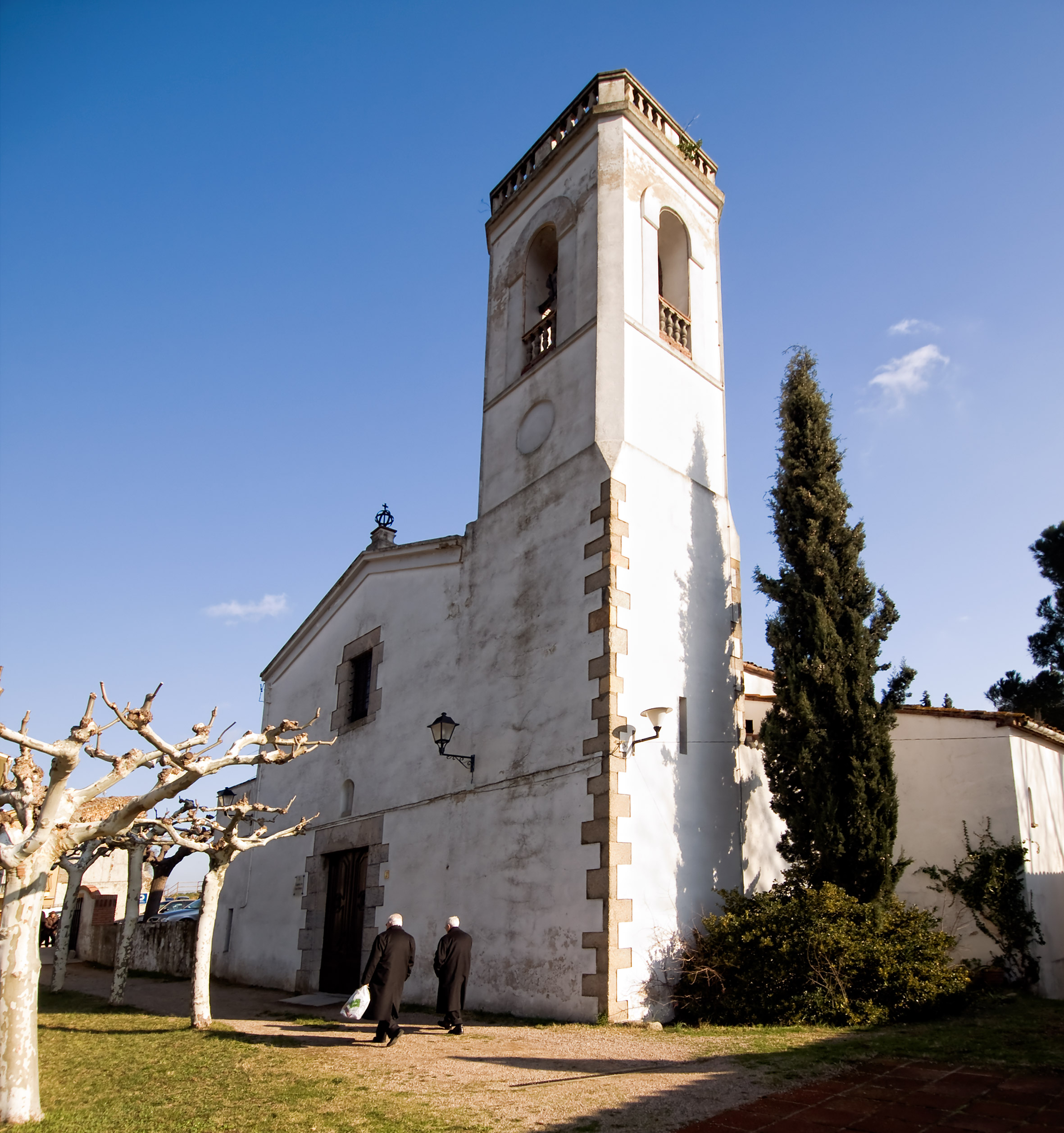
Stephanuskirche
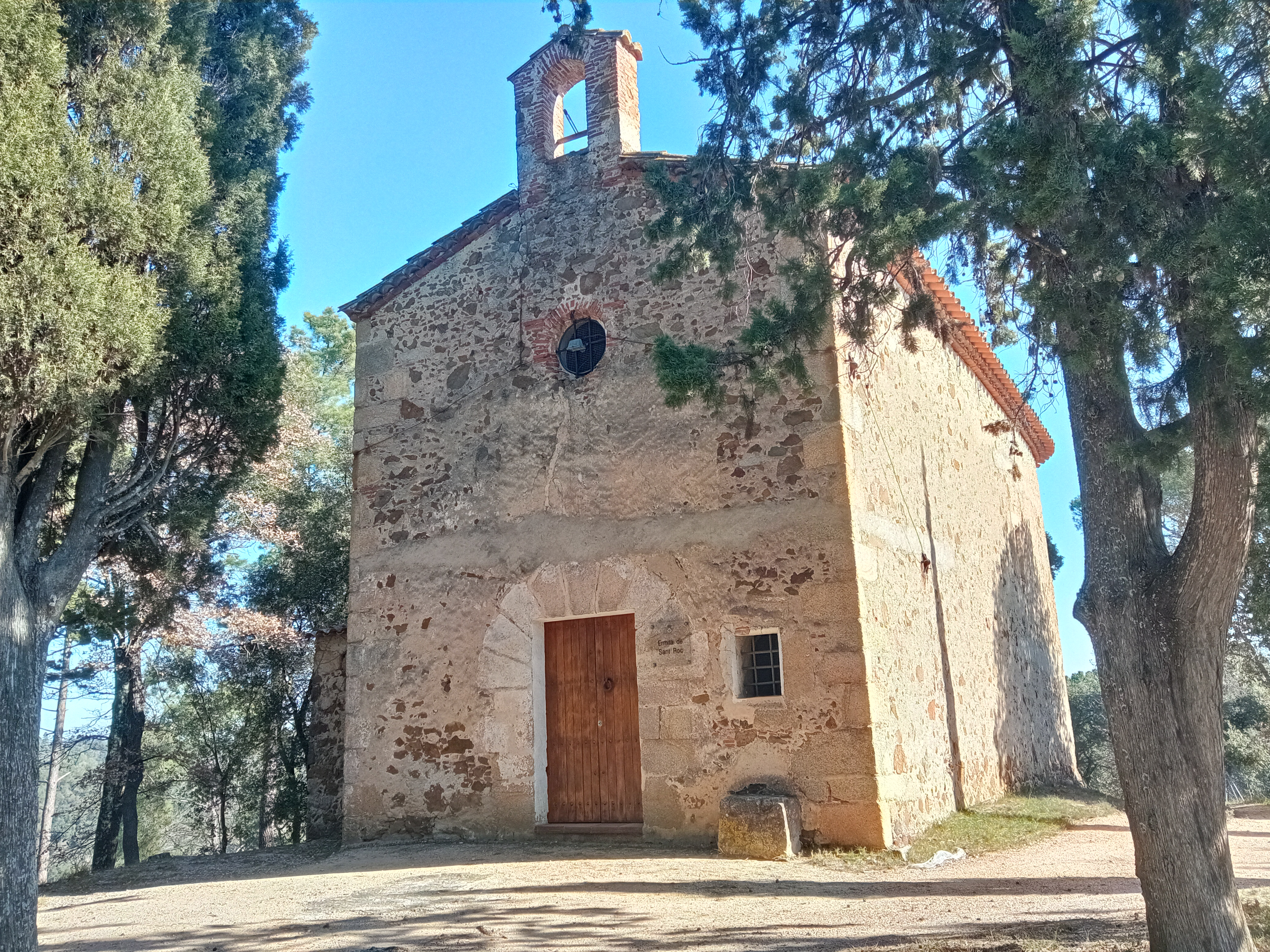
Rochuskapelle
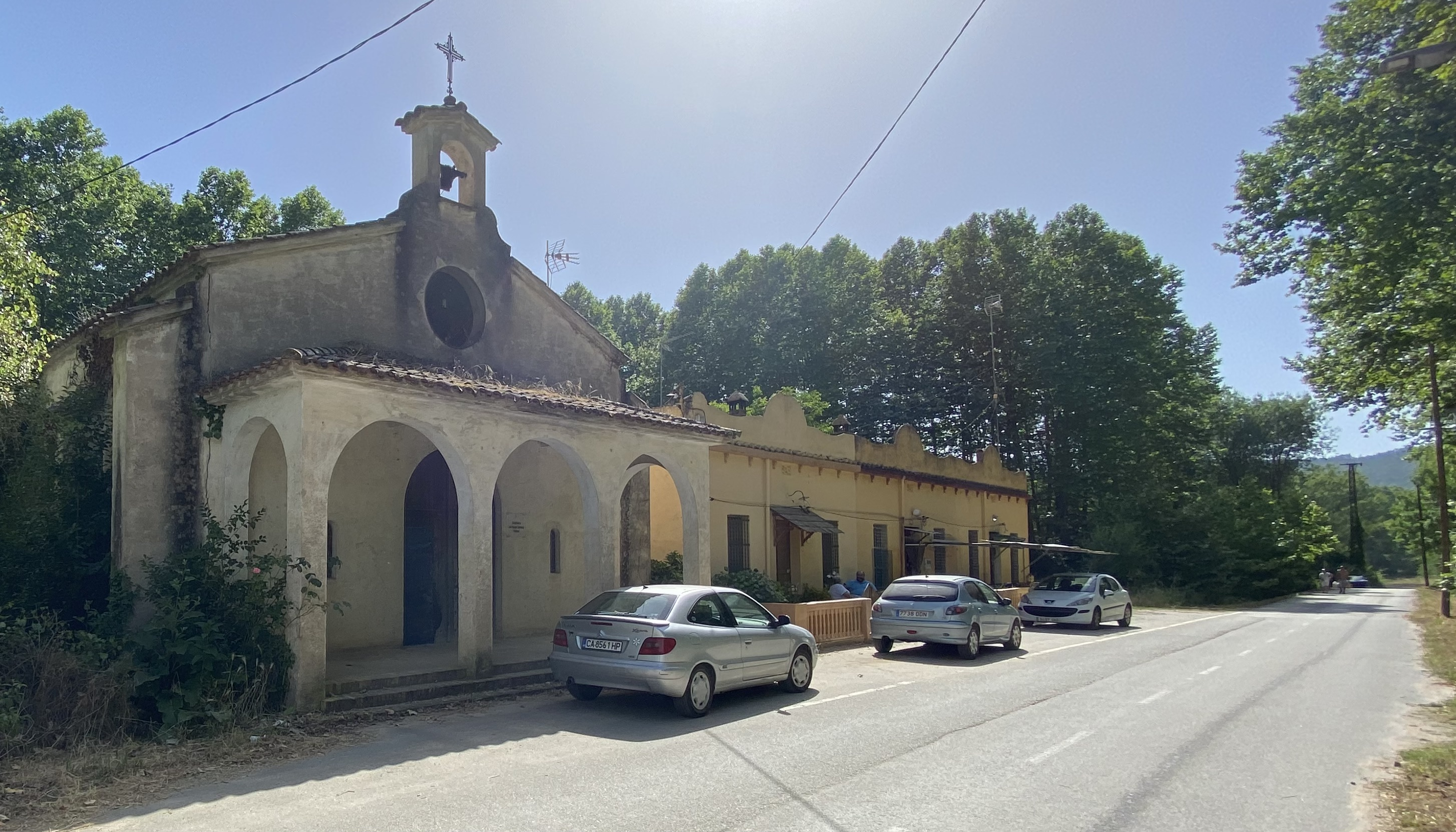
Josephskapelle

- Stephanuskirche
- Rochuskapelle
- Josefskapelle